# مک‌کنزی بریج (اورگن)
مک‌کنزی بریج (به انگلیسی: McKenzie Bridge) یک منطقهٔ مسکونی در ایالات متحده آمریکا است که در شهرستان لین، اورگن واقع شده‌است.